# تانيا كالفو
تانيا كالفو (بالإسبانية: Tania Calvo)‏ هي دراجة إسبانية، ولدت في 26 يونيو 1992 في فيتوريا-غاستيز في إسبانيا.

## وصلات خارجية
- تانيا كالفو على موقع الاتحاد الدولي للدراجات (الإنجليزية)
- تانيا كالفو على موقع أرشيف الدراجات (الإنجليزية)
- تانيا كالفو على موقع إحصائيات الدراجات الإحترافية (الإنجليزية)
- تانيا كالفو على موقع أوليمبيديا (الإنجليزية)